# Pescadorerna

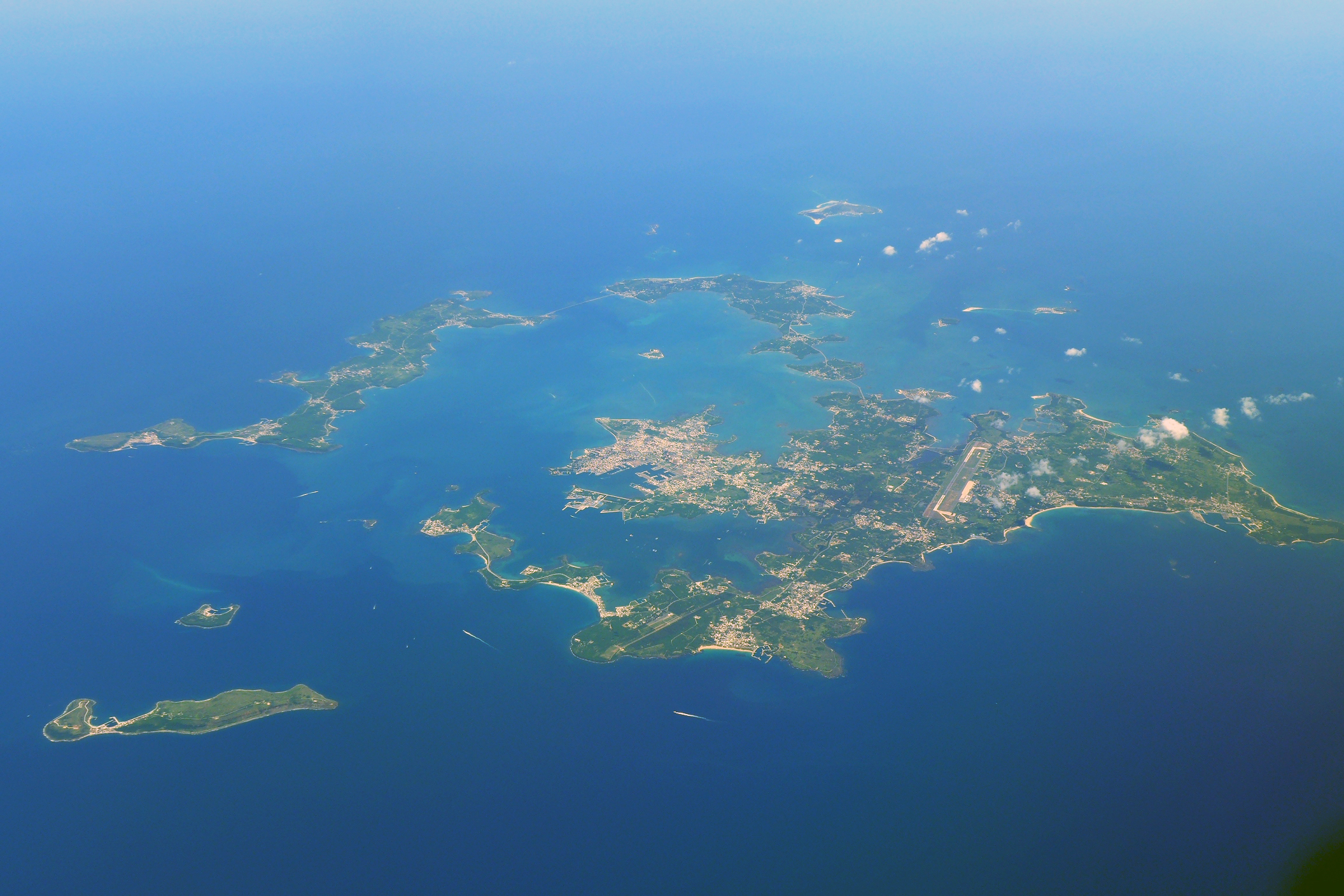
Den nordliga delen av ögruppen.

Pescadorerna, även Penghu eller Penghuöarna, är en ögrupp bestående av cirka 60 öar i Taiwansundet. Öarna heter Pehoe, på sydlig min (transkriberat Phêⁿ-ô·). De administreras som ett län inom Taiwan.
Befolkningen är främst fiskare (pescadores på portugisiska.
En militärbas med tillhörande hamn och flygplats finns på huvudön Penhu.
Från 1700-talet och fram till 1895 var öarna först ett tillhåll för pirater, sedan för holländarna, koxingas kungadöme och till sist Qingdynastin. Efter det sino-franska kriget tog Frankrike över området för en kort tid. 1895 fick Japan, efter det första sino-japanska kriget, kontrollen över öarna. Efter det kinesiska inbördeskriget kom de att ingå i staten Taiwan.